# Зан (река)

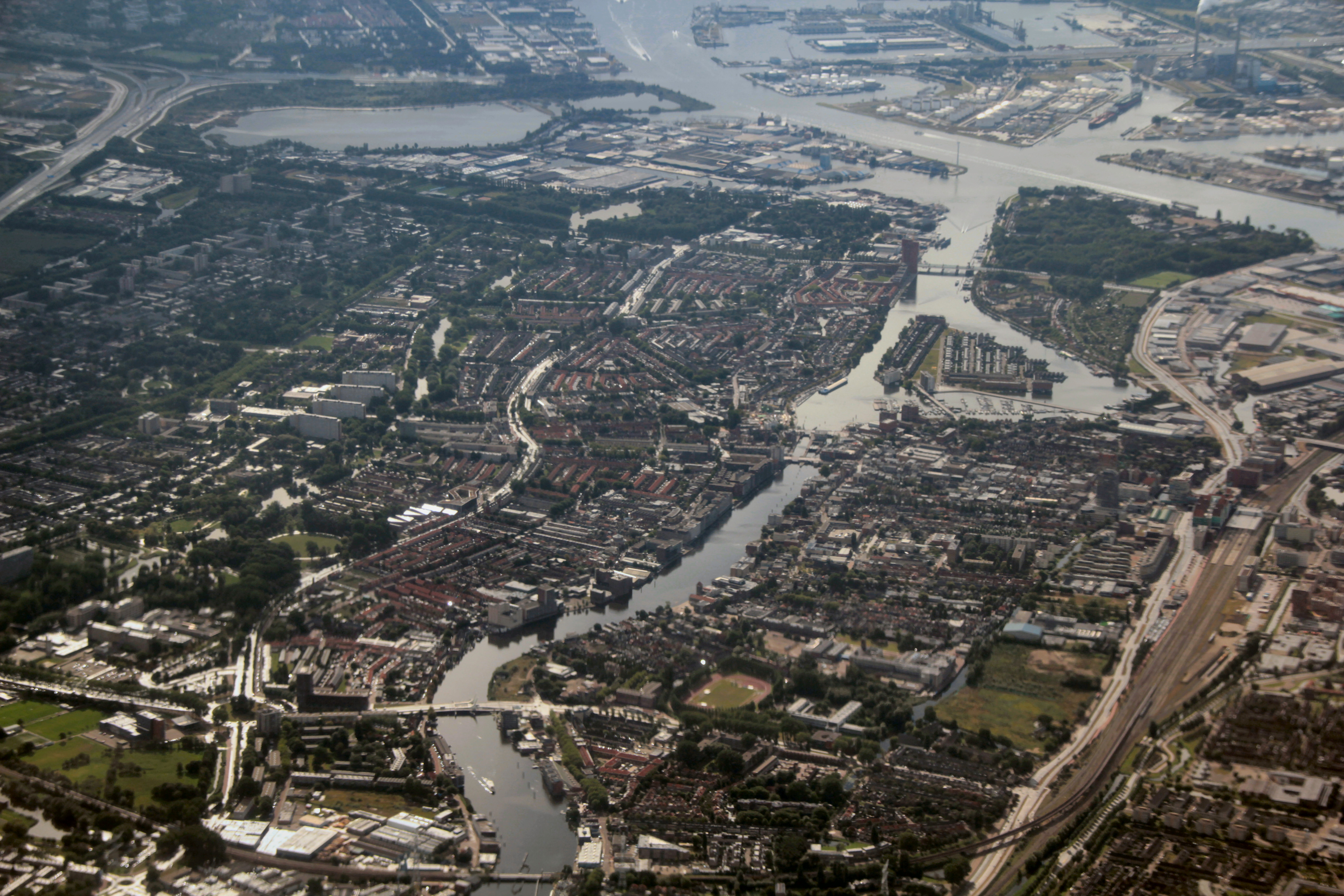
Аэрофотоснимок реки Зан, вид на юго-восток; сентябрь 2013 года

Зан (нидерл. Zaan) — историческая водная артерия длиной 13,5 км в регионе Занстрек в провинции Северная Голландия. Река начинается от Тапслоот к северу от Занстада и впадает в Нордзе-канал через Форзан.

## История
До сооружения польдеров и Североморского канала Зан вытекал из озера Старнмер в залив Эй. Вдоль берегов Зана изначально в результате ленточной застройки возникли поселения Ост-Кнолендам, Вест-Кнолендам, Моллетьесвеер, Вормер, Вормервеер, Зандейк, Ког-ан-де-Зан, Халдерсбрук, ’т Калф, Ост-Зандам и Вест-Зандам (в 1812 году объединены в город Зандам).
Строго говоря, Зан — это получившийся в результате обвалования участок между дамбой «Кнолендам» у Ост-Кнолендама и Вест-Кнолендама на севере и дамбой «Зандам» в нынешнем Зандаме на юге. Открывая и закрывая эти две дамбы, регулировали уровень воды в реке при северных и юго-западных штормах. Через шлюзы с обеих сторон «Зандейка», такие как Ост-Кнолендаммерслёйс и Поэлслёйс (в сторону Звета), Бартелслёйс в Энге-Вормер, шлюзы Геррит Яна Хонига, Маллегатслёйс и Папенпадслёйс (в полдер Вест-Зан), Зан соединялся с «пастбищами» — лугами к западу и востоку, простиравшимися до Вест-Зана и Ост-Зана.
Участок между дамбой «Зандам» и историческим Эй (ныне — Североморский канал) называется Форзан. В 1879–1884 годах он был перестроен в боковой канал G Североморского канала: остров Остзейдер Каттенхат перед дамбой был прорыт, создав прямой судоходный путь между Североморским каналом и Занской плотиной. Оставшаяся часть острова использовалась как древесная гавань, главным образом компанией William Pont, а затем — как склад древесины. После исчезновения древесной гавани на острове построили жилые дома (1990-е годы) и дали ему новое название — Занейланд. В Зане есть и другие острова, например, бывшая свалка Блумендал возле Вест-Кнолендама.

## Дороги вдоль Зана
На западном берегу Зана идут улицы: в Зандаме, Ког-ан-де-Зане, Зандейке и Вормервеере — Вестзейде, Zuideinde, Raadhuisstraat, Lagendijk (Ког-ан-де-Зан), Hoogstraat, Lagedijk (Зандейк), Zaandijkerweg, Zuideinde, Dubbelebuurt, Zuideinde, Zaanweg, Noordeinde, Noorddijk и Piet Kuiperlaan. От Северной дамбы отходят улицы Thalassa, Antigua и Atlantis, также идущие вдоль реки. На восточном берегу — улицы Oostzijde, Kalf, Kalveringdijk, Enge Wormer, Veerdijk, Wormerringdijk и Dorpsstraat.

## Мосты через Зан
С севера на юг:
| №  | Название                    | Тип                              | Маршрут                                                           | Изображение                                           |
| -- | --------------------------- | -------------------------------- | ----------------------------------------------------------------- | ----------------------------------------------------- |
| 1  | Принс Клаусбрюг             | автомобильный мост (басс-куль)   | N514 Вормер (Ned Benedictweg – Noordweg)                          |                                                       |
| 2  | Занбрюг                     | автомобильный мост (опхалбрюг)   | Вормервеер – Вормер (Edisonstraat – Nieuweweg)                    |                                                       |
| 2a | Временный Занбрюг           | автомобильный мост (басс-куль)   | Вормервеер – Вормер (Lassiestraat)                                | Временный мост на время строительства нового Занбрюга |
| 3  | Юлианабрюг                  | автомобильный мост (басс-куль)   | N515 / S153 (Занстад) Зандейк – Зандам (Guisdijk – Leeghwaterweg) |                                                       |
| 4  | Коенбрюг                    | автомобильный мост (басс-куль)   | A8 Амстердам – Аутхейст                                           |                                                       |
| 5  | Виллем-Александербрюг       | автомобильный мост (басс-куль)   | Ког-ан-де-Зан – Зандам (Leliestraat – Paltrokstraat)              |                                                       |
| 6  | Железнодорожный мост Зандам | железнодорожный мост (драйабрюг) | Зандам – Энкхёйзен (Железная дорога Зандам – Энкхёйзен)           |                                                       |
| 7  | Бернхардбрюг                | автомобильный мост (басс-куль)   | S151 (Занстад) Зандам (Vincent van Goghweg)                       | Второй мост снизу                                     |
| 9  | Беатриксбрюг                | автомобильный мост (басс-куль)   | Зандам (Peperstraat)                                              | Шлюз с мостами посередине                             |
| 10 | Вилгельминабрюг             | автомобильный мост (басс-куль)   | Зандам (Wilhelminastraat)                                         | Шлюз с мостами посередине                             |
| 11 | Мост имени Й. М. ден Уйла*  | автомобильный мост (басс-куль)   | S150 (Занстад) Зандам (Dr. J.M. den Uylweg)                       | Первый мост сверху                                    |

* Мост проходит над боковым каналом G.

## Острова на Зане
Остров Блумендал находится напротив Вест-Кнолендама.

## Паромное сообщение
С января 2018 по сентябрь 2022 года по Зану курсировал Занферри между Амстердамом и Зансе-Сханс.